# Islas Trobriand
El archipiélago de las islas Trobriand —llamadas oficialmente islas Kiriwina— es un archipiélago de atolones de coral localizados al oriente de la costa de la isla de Nueva Guinea. Forman parte de la provincia de Milne Bay (Papúa Nueva Guinea). 

## Geografía
Las islas Trobriand están formadas por cuatro islas principales, la más grande de las cuales es la isla Kiriwina, y las otras son Kaileuna, Vakuta y Kitava.
La mayor parte de sus doce mil habitantes están asentados en la isla de Kiriwina, la mayor de ellas, donde se ubica la cabecera del gobierno local, el poblado de Losuia. El grupo es considerado como una importante zona de selva tropical que necesita de conservación. 

## Sociedad y cultura
Los trobriandeses son principalmente agricultores de subsistencia, y están organizados en poblados tradicionales. La estructura está basada en grupos de parentesco o clanes matrilineales, con relaciones libres y familiares entre padres e hijos. Además, en esta sociedad existe una gran libertad sexual. Son ellas mismas las que controlan el acceso a la tierra y a los recursos naturales. Los hombres participan de un circuito de intercambio llamado Kula, razón por la cual con frecuencia se embarcan para visitar a sus compañeros en otras islas y cumplir con las obligaciones ceremoniales que han adquirido por su participación en el circuito. En las postrimerías del siglo XX, movimientos autonómicos culturalistas y anticoloniales han llegado a reclutar seguidores en las islas Trobriand. Cuando las autoridades coloniales prohibieron la guerra interétnica, los trobriandeses desarrollaron una particular forma de críquet, que se caracteriza por su extrema agresividad.
En la sociedad trobriandesa, el embarazo se describe como el regreso de un espíritu ancestral del linaje materno, que llega desde la isla de Tuma y entra en el cuerpo de una mujer.

## Historia
El primer visitante europeo de las Trobriand fue el barco francés L'Espérance, que llegó al archipiélago en 1793. Las islas fueron nombradas por Bruni d'Entrecasteaux en honor de su primer lugarteniente, Denis de Trobriand. En los primeros años del siglo XX, cuando el Imperio británico extendió su influencia al Territorio de Papúa, la porción sur de Nueva Guinea, se estableció la estación de Losuia, que se convertiría en un centro importante para los oficiales de la policía colonial, mercaderes y misioneros.
Cuando inició la Primera Guerra Mundial, Bronislaw Malinowski llegó a Papúa, de donde se dirigió a las Trobriand para realizar un estudio antropológico sobre sus habitantes. Sus descripciones del sistema de intercambio kula, de la religión y la magia, la agricultura y las prácticas sexuales de los trobriandeses, plasmadas en Los argonautas del Pacífico Occidental, habrían de constituirse en un paradigma de la etnografía moderna. En 1943 desembarcaron en las Trobriand algunas tropas aliadas, como parte de la Operación Cartwheel en su campaña a Rabaul. En la década de 1970, algunos pueblos nativos formaron organizaciones anticolonialistas.